# Inferno Metal Festival

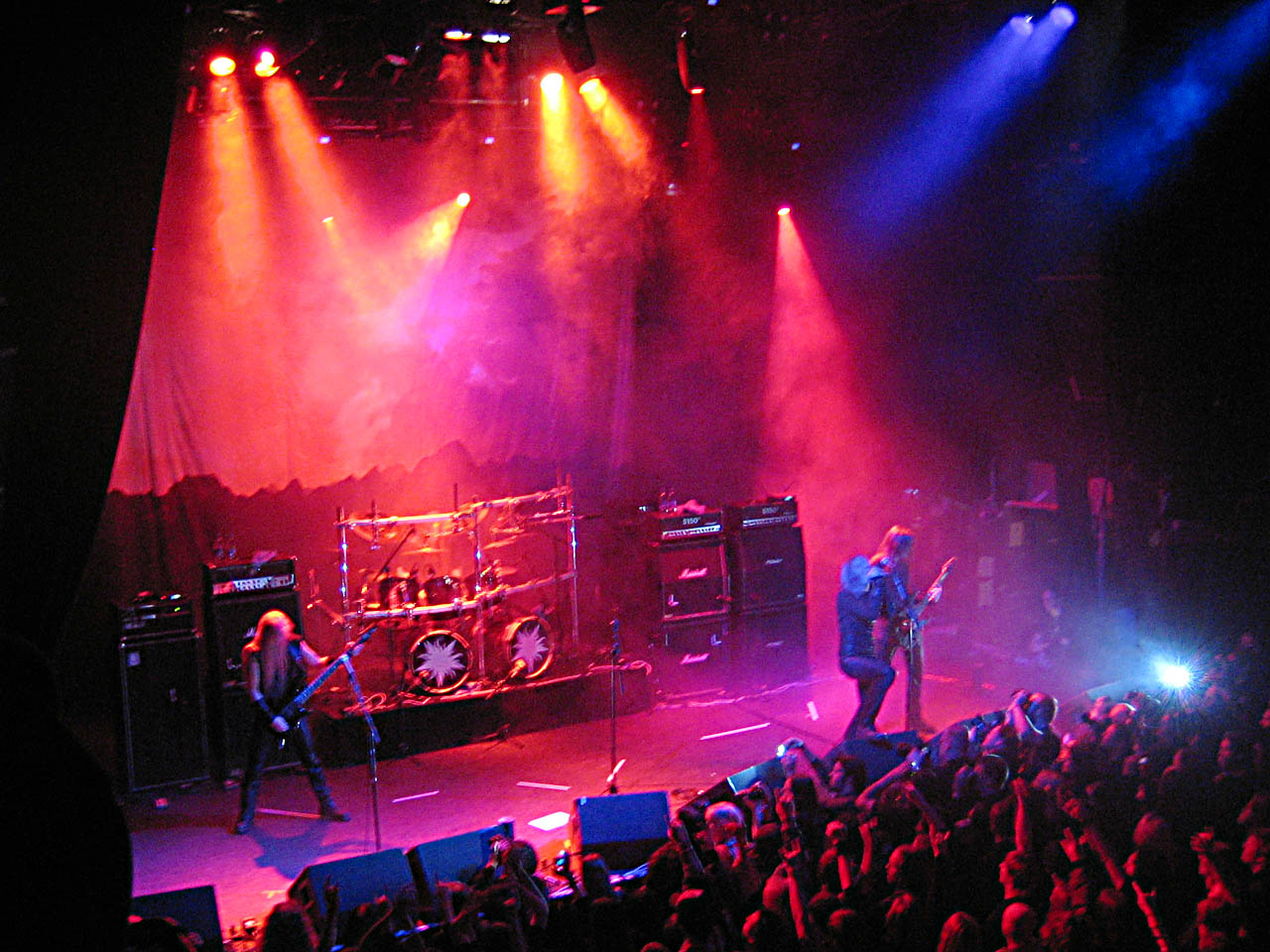
Keep of Kalessin, 2006

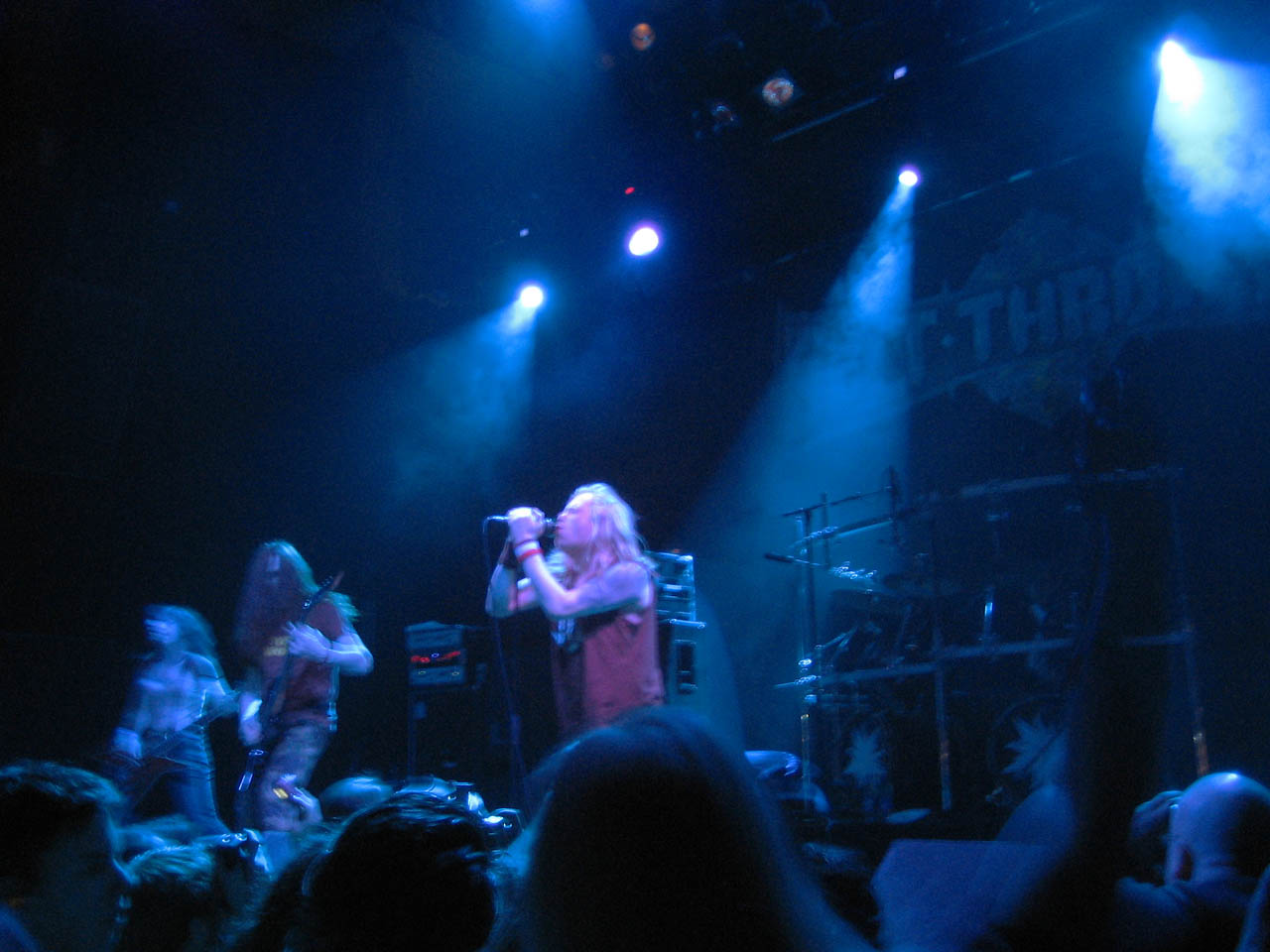
Bolt Thrower, 2006

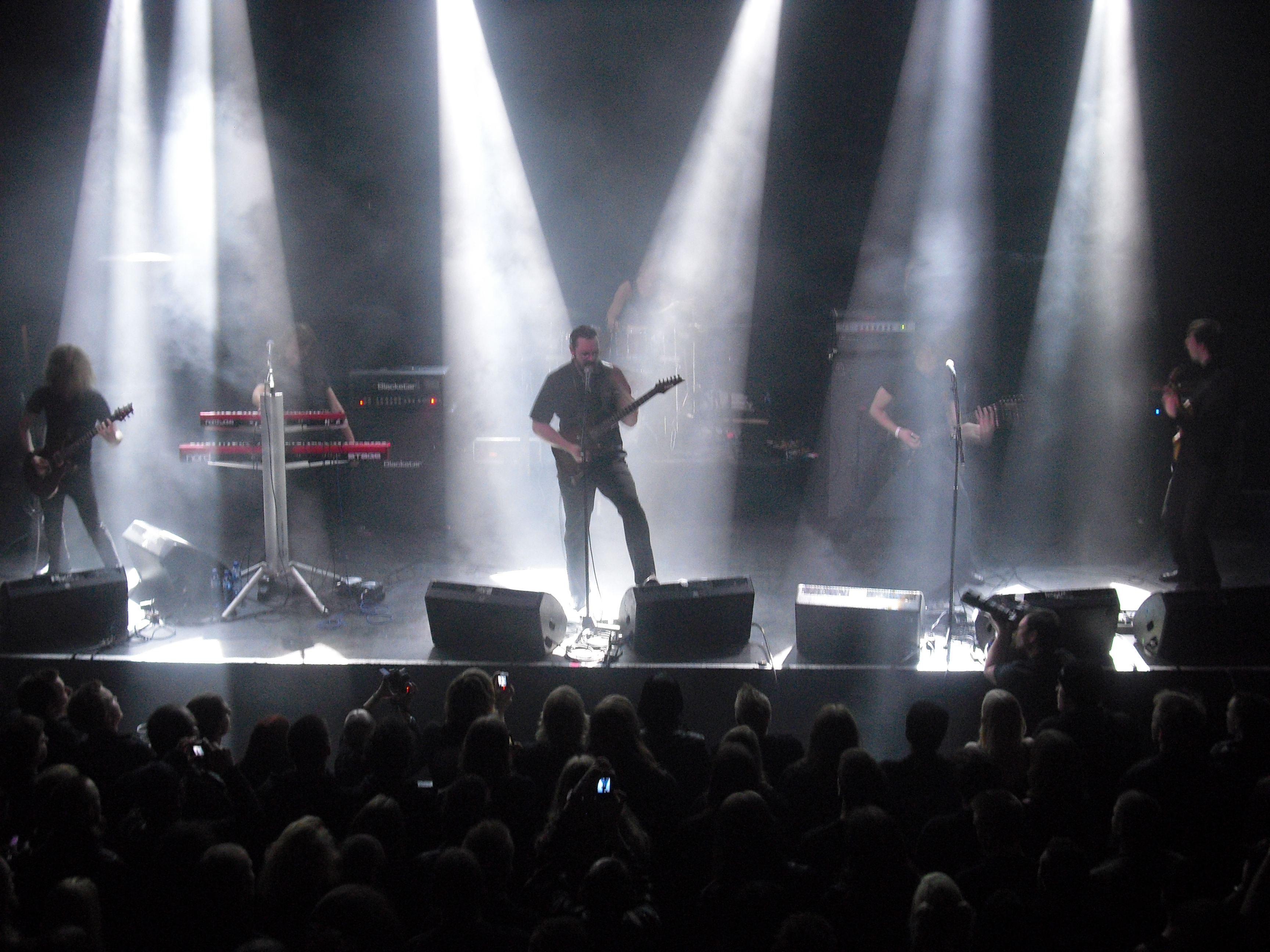
Ihsahn, 2010

Inferno Festival – największy w Norwegii festiwal muzyki metalowej, głównie blackmetalowej. Organizowany jest corocznie od 2001 roku w Oslo.

## Składy

### 2009
Azarath, Benea Reach, Black Comedy, Blood Red Throne, Carpathian Forest, Code, Deathhammer, Dew-Scented, Earth, Episode 13, Execration, Eyes of Noctum, Grand Magus, Helheim, Kampfar, Keep of Kalessin, Koldbrann, Root, Kraanium, Krypt, Manhattan Skyline, Mencea, Negură Bunget, PANTHEON I, Paradise Lost, Pestilence, Ramesses, Sahg, Samael, Sarke, Septic Flesh, Seregon, Swallow the Sun, Taetre, Terrordome, The Batallion, Troll, Unearthly Trance, Vicious Art, Vreid, Vulture Industries, Vörgus, Warlord, Årabrot, Ørkenkjøtt.

### 2008
1349, Axegressor, The Batallion, Behemoth, Benighted, Burst, Cor Scorpii, Cult of Luna, Dead to this World, Deject, Den Saakaldte, Desecration, Destruction, Diskord, Drone, Gallhammer, Goat the Head, Gorefest, Gorgoroth, In Vain, Insense, Iskald, Karaoke From Hell, Käthe Kollwitz, Krux, Mortal Sin, Negura Bunget, Obsidian Throne, Onslaught, Overkill, Ramesses, Sahg, Satyricon, Shining, Skitliv, Slagmark, Tristania, Tulus, Unleashed, Urgehal, Vreid, Whip.

### 2007
Norwegian Metal All-Stars, Trinacria, Primordial, Zyklon, Suffocation, Fatal Demeanor, Karkadan, Unspoken, Paradigma, Watain, Red Harvest (Po Sabbat anulowane), God Dethroned, Sigh, Moonspell, Immortal, Ravencult, Ground Zero System, Rotten Sound, Legion of the Damned, Hecate Enthroned, Brutal Truth, Dødheimsgard, Dark Funeral, Tiamat, Sodom, Lobotomized, Resurrected, Blood Tsunami, Koldbrann, Anaal Nathrakh.

### 2006
Battered, Bloodthorn, Bolt Thrower, Borknagar, Carpathian Forest, Cathedral, Demonizer, Disiplin, Dismember, Emperor, Endstille, Face Down, Funeral, Imbalance, Keep of Kalessin, Khold, Legion, Manngard, Marduk, Myrkskog, Nightrage, Rimfrost, Sahg, Susperia, System:Obscure, The Deviant, Usurper, Vesen, Waklevören, Witchcraft.

### 2005
Amon Amarth, Arcturus, Aura Noir, Candlemass, Chton, Deceiver, Dissection, Gehenna, Grave, Green Carnation, Grimfist, Goatlord, Gorelord, Hatesphere, Horricane, Lamented Souls, Morbid Angel, Mortiis, Nebular Mystic, Naer mataron, Obliteration, Seth Binzer, She Said Destroy, Slogstorm, Sunn O))), Tsjuder, Taakeferd, Vreid, Zeenon.

### 2004
Aborym, Aeternus, Ásmegin, Decapitated, Defiled, Dimension F3h, Disiplin, Enslaved, Forgery, Gorgoroth, Helheim, Holy Moses, Khold, Konkhra, Manes, Manifest, Mayhem, Maze of Torment, Mercenary, MindGrinder, My Dying Bride, Myrkskog, Pawnshop, Rotting Christ, Sadus, Sinners Bleed, Susperia, DJ Tonka.

### 2003
1349, Alsvartr, Audiopain, Belphegor, Cadaver, Children of Bodom, Deride, Entombed, Exmortem, Grand Alchemist, Immortal, Koldbrann, Lost at Last, Lumsk, Madder Mortem, N.C.O, Necrophagia, Opeth, Perished, Ragnarök, Raise Hell, Red Harvest, Runemagick, Shadows Fall, Sirenia, Soilwork, The Allseeing I, The Kovenant, Taake, Vader.

### 2002
1349, Aeternus, Agressor, Behemoth, Black Comedy, Blood Red Throne, Carpathian Forest, Dimmu Borgir, Eternal Silence, Lock Up, Lost in Time, Lowdown, Manatark, Minas Tirith, Nocturnal Breed, Scariot, Source of Tide, Vintersorg, Windir, Witchery, Zection 8.

### 2001
Audiopain, Bloodthorn, Borknagar, Burning Rubber, Cadaver Inc, Crest of Darkness, Kybele, Enslaved, Farout Fishing, Gehenna, Hades Almighty, Khold, M-Eternal, Pain, Peccatum, Ram-Zet, Red Harvest, Susperia, Tidfall, Trail of Tears, Witchery, Zeenon, Zyklon.